# Външна политика на Египет
Външната политика на Египет е традиционно свързана с Движението на необвързаните. Фактори като брой население, исторически събития, военна мощ, дипломатически опит и стратегическа географска позиция позволяват на страната да упражнява значително политическо влияние в Близкия изток, Африка и Движението на необвързаните държави като цяло. Кайро е пресечна точка на арабската търговия и култура от хилядолетия, а днешните интелектуални и ислямски институции превръщат столицата в регионален център.
Седалището на Арабската лига се намира в Кайро, като генералният секретар на лигата обикновено е от Египет. Египетският заместник министър-председател Бутрос Бутрос-Гали служи като генерален секретар на ООН от 1991 г. до 1996 г.

## Близкият изток и Северна Африка

### Израело-палестински конфликт
Египет се опитва да играе роля в разрешаването на Израело-палестинския конфликт. Страната има важна роля в преговорите, довели до Мадридската конференция от 1991 г., която под егидата на САЩ и Съветския съюз събира всички засегнати в региона страни, като за първи път се включва делегация от Палестина, с цел да се дискутира мира в Близкия изток.
Тази роля на медиатор продължава, с честата намеса дори лично на президента Хосни Мубарак за провеждане на мирни преговори. През 1996 г. той е домакин на „Среща на миротворците“ на най-високо равнище в Шарм ел-Шейх на която присъстват Бил Клинтън и други световни лидери.
През 2000 г. Мубарак е домакин на още две срещи в Шарм ел-Шейх и на една в Таба, които имат за цел да подновят преговорите от Кемп Дейвид, които са прекратени през юли 2000 г. През юни 2003 г. Мубарак е домакин на друга среща, на която присъства и президентът Джордж Буш. Шарм ел-Шейх е мястото където отново в началото на 2005 г. се състои поредната среща за постигане на мир, на която присъстват Египет, Израел, Палестинската автономия и Йордания. Началникът на египетското разузнаване генерал Омар Сулейман изиграва важна роля в преговорите между Израел и Палестина и е високо уважаван и от двете страни.

### Либия
След като съседните страни на Египет и Либия придобиват независимост през ранните 50-те години, отношенията първоначално са в насока сътрудничество. Либия помага на Египет по време на Арабско-израелската война от 1973 г. По-късно напрежението се увеличава поради сближаването на Египет със Запада. След края на Либийско-египетската война през 1977 г. отношенията между двете страни са напълно прекъснати, но от 1989 г. постепенно се подобряват. С поетапното вдигане на санкциите от страна на САЩ и ООН в периода 2003 – 2008 г., двете страни работят съвместно за развитието на енергиийни си индустрии от нефт и природен газ.

### Израел
Състоянието на война между двете страни което датира от Арабско-израелска война (1948), приключва през 1979 г. с подписването на Египетско-израелския мирен договор, година след спогодбите от Кемп Дейвид. От тогава отношенията се подобрени. Египет има посолство в Тел Авив и генерално консулство в Ейлат. Израел има посолство в Кайро и генерално консулство в Александрия.
Като пионер на омиротворяването в региона и мотивиран от убеждението си, че мирът в Близкия Изток е най-доброто решение за развитието на Египет, третият президент на Египет Ануар Садат предприема новаторско пътуване до Израел през 1977 г., споразуменията от Кемп Дейвид от 1978 г. и мирния договор между Египет и Израел от 1979 г., с което прави фундаментална промяна в политиката на региона. Мирът като стратегически избор вместо конфонтация. Вследствие на това Египет е отлъчен от другите арабски страни и изхвърлен от Арабската лига в периода 1979 – 1989 г.
Въпреки това, поради обстоятелствата на днешния израело-палестински конфликт, пълното нормализиране на отношенията между тези две държави е възпрепятствано. Египетския посланик в Тел Авив често бива оттеглен и мирът е наричан „хладен“ поради конфликта.

### Ирак
От 1983 г. Ирак постоянно призовава за възстановяване на „естествената роля“ на Египет сред арабските страни. През януари 1984 г. Ирак успешно води усилията за възстановяване на членството на Египет в Организацията за ислямско сътрудничество. Въпреки това иракско-египетските отношения се прекъсват през 1990 г., след като Египет се присъединява към коалицията на ООН, която принуждава Ирак да се оттегли от Кувейт. През следващите години обаче отношенията постепенно се подобряват и Египет става един от основните търговски партньори на Ирак (първоначално по програмата „Петрол срещу храни“).

### Иран
През 1939 г. димпломатическите отношения между Египет и Иран са повишени на ниво посланик и Юсеф Зулфикар Паша е назначен за първия посланик на Египет в Техеран. Същата година Принцеса Фаузия Фуад, сестра на Фарук Египетски, се омъжва за Мохамед Реза Пахлави тогавашния престолонаследник на Иран (по-късно шах). След Ислямската революция в Иран през 1979 г., отношенията се влошават. Египет е единствената Арабска страна без посолство в Иран. Спорните въпроси между страните включват, подписването от Египет на съглашенията от Кемп Дейвид, подкрепянето на Ирак в Иран-Иракската война, провъзлгасяването на Кхалид Исламбули за религиозен герой от страна на Иран както и тясната връзка на Египет със САЩ и Запада. 2007 е годината в която настъпва затопляне на отношенията по отношение на дипломация и търговия, но това трае само до войната в Газа от 2008 – 2009 г., когато политиците взаимно се обвиняват чия е вината за ескалацията на конфликта. Въпреки опънатите взаимоотношения между Техеран и Кайро, двете държави са членки на Организацията за Ислямско сътрудничество и Развиващите се 8.

### Йордания
Дипломатическите отношения между египетското и йорданското правителство съществуват, откакто Йордания става независима през 1946 г. На 6 април 1972 г. египетското правителство прекъсва отношенията в знак на протест към йорданския план за федерация със Западния бряг, който не взима предвид интересите на Организацията за освобождение на Палестина. Тези отношения се възстановяват на 11 септември 1973 г., но са прекъснати отново през 1979 г., този път от страна на йорданското правителство, което не одобрява мирния договор между Израел и Египет. След началото на ливанската война през 1982 г. правителството на САЩ поставя двете правителства под натиск да постигнат спогодба относно мирна стратегия към израелското правителство. Отношенията отново се възстановяват на 25 септември 1984 г.

### Мароко
От придобиването на независимост двете държави поддържат топли отношения. И двете страни са членки на Арабската лига, Голяма зона за свободна търговия на арабски, СТО, Организацията за ислямско сътрудничество, Съвета за арабско икономическо единство и ООН.

### Судан
Египет и Судат имат дългогодишни исторически връзки, тъй като те са взаимно най-близките си съюзници в Северна Африка. Свързват ги различни културни връзки както и политически стремежи. Судан показа голяма солидарност с Египет относно преговорите в Кемп Дейвид с Израел в края на 70-те г. През 2008 г. египетският министър-председател Ахмад Назиф призова двете страни да се фокусират върху два конкретни проекта: проекта Алджазира, който цели да култивира около два милиона акра (8000 км²) земя в Судан и съвместен проект за подобряване на продоволствената сигурност в селското стопанство и месопроизводството.
Египет има сравнително добри отношения със Судан, с която граничи на юг, въпреки че двете страни имат спор относно Халаибския триъгълник, територия с малки размери на границата между Египет и Судан на брега на Червено море. Судан има претенции относно тази област. Политиката на Египет по отношение на Судан показва, че страната подкрепя обединението на Судан. Египет не е пряко включен в Миротворния процес на Судан, който се провежда в Кения под покровителството на Междуправителствения орган за развитие (на английски: IGAD) и който дава правото на хората, живеещи в южната част на Судан, да се отделят и да формират независима държава през 2011 г. след дългата и жестока гражданска война в Судан, продължила повече от 40 години и взела над 2 милиона жертви. През античността Египет поддържа търговски взаимоотношения с Пунт, като двете страни търгуват с платове, зърно, мед, папирус и скъпоценни камъни в замяна на смирно, абанос, слонова кос и диви животни.

## Африка
21 век изправя Египет пред сериозен имиграционен проблем поради големия брой Африканци опитващи се да навлязат на териториата на страната бягайки от бедността или война по родните си места. Методите за граничен контрол могат да бъдат сурови, дори смъртоносни. Това изостря отношенията на страната с южните ѝ съседки, както и с ЕС и Израел поради факта, че тези имигранти често целят да достигнат до страните с по-висок стандарт.

## Европа

### Европейски съюз
Отношенията между Европейския съюз и Египет се основават на партньорство в рамките на региона Средиземноморие-Близък изток, който е с високо стратегическо значение за външната политика на съюза и като такъв е основен приоритет.

Евро-Средиземноморското партньорстов стартира на Барселонската Конференция от 1995 г. между ЕС и неговите първоначално 12 Средиземноморски партньори: Алжир, Кипър, Египет, Израел, Йордания, Ливан, Малта, Мароко, Сирия, Тунис, Турция и Палестинската автономия. Либия е със статут на наблюдател в някои срещи. След разширавянето на общността през май 2004 г., януари 2007 г. и юли 2013, сътрудничеството включва 35 страни: ЕС с 28, Кипър, Малта и 10 средиземноморски партньори.
Сред Средиземноморските партньори, Египет е една от водещите страни по отношение на получение средства по програмата МЕДА, главният финансов инструмент на ЕС за прилагане на Евро-Средиземноморската политика. Целят се национални структурни реформи и програми за либерализация в различни сектори.
Европейският съюз е най-големият търговски партньор на Египет и към момента представлява 42% от египетския износ и 37% от вноса. В търговския баланс все още в полза на ЕС. Търговията между ЕС и Египет се е увелича с повече от 5% през последните пет години за да достигне ниво от 11.6 млрд. € през 2004 г. Основният износ на Египет към ЕС включва: енергия (39%), текстил и облекло (15%), селскостопански продукти (9%) както и химикали (5%). Основно вносът е енерго-произвеждащи машини (21%), химични вещества (16%), транспортно оборудване (16%) както и храни и селскостопански продукти (10%). Египет изпитва тъжък търговски дефицит, който указва натиск върху египетската лира, но това се подобрява.
Търговията между двата субекта е добра, въпреки че има няколко нерешени търговски и фитосанитарни въпроси. Те включват специфични условия за достъп до пазара от страна на предприятията, като например силно регулираната и сложна система за износ на селскостопански стоки (картофи) и рибни продукти поради факта, че не отговарят на нормите за качество на ЕС.

### Други европейски страни
| Страна    | Официално установяване на взаимоотношения | Забележки |
| --------- | ----------------------------------------- | --- |
| Армения   | 1 март 1992 г.                            | - Египет е една от първите държави в Арабския свят, която признава независимостта на Армения през 1991 г. - През май 1992 г. първата дипломатическа мисия на Р. Армения в Арабския изток е открита в Кайро. - Египет има посолство в Ереван. - В Египет има доста голяма арменска общност от края на 19 в., като и до днес има много етнически арменци на територията. |
| Австрия   |                                           | |
| България  | 1926 г.                                   | България има посолство в Кайро. Египет има посолство в София. |
| Хърватия  |                                           | |
| Кипър     |                                           | Дипломатически отношения между двете държави са установени скоро след независимостта на Кипър през 1960 г. Кипър има посолство в Кайро, и Египет има посолство в Никозия. По време на среща на ниво министри през април 2009 г., страните проучват начини за развитие на по-тесни връзки с планове за по-тясно сътрудничество в областта на туризма и енергетиката. Обсъжда се Кипър да увеличи вноса на природен газ, Египет да използва Кипър като мост за износ към Европа както и възможността за обучение на кипърски инженери от техните египетски колеги относно техники за извличане на нефт и природен газ. |
| Дания     |                                           | - Дания има посолство в Кайро и почетно консулство в Александрия. - Египет има посолство в Копенхаген. - И двете страни са пълни членки на Средиземноморския съюз. |
| Финландия | 15 февруари 1947 г.                       | - Финландия припознава Египет на 8 април 1922 г. - Египет къса дипломатически отношения на 5 януари 1942 г., до тяхното възстановяване на 15 февруари 1947 г. - Египет има посолство е Хелзинки. - Финландия има посолство в Кайро (от 1 юли 1959 г.) и почетно генерално консулство в Александрия. |
| Германия  | декември 1957 г.                          | - Египет има посолство в Берлин и посолства във Франкфурт и Хамбург. - Германия има посолство в Кайро. |
| Гърция    | 1833 г.                                   | Между двете страни има връзки още от създаването на Александрия от Александър Велики. И до днес там има голяма гръцка общност, а в града е седалището на Гръцката православна Александрийска патриаршия. От 1883 г. двете държави имат много добри дипломатически отношения, особено след Гръцката война за независимост. Споделят помежду си няколко споразумения за сътрудничество в отбраната както и чести срещи на високо ниво. - В Гърция Египет има посолство в Атина и генерално консулство в Солун. - Гърция се представлява в Египет чрез посолството си в Кайро и генерално консулство в Александрия. - Подписани двустранни споразумения относно търговията, туризъм и сътрудничество в отбраната. - Значителна гръцка диаспора живее в Египет (Александрия) както и египтяни в Гърция (Патрас, Атина) - Двете страни са членки на Средиземноморския съюз. |
| Ирландия  |                                           | - Египет има посолство в Дъблин от 1978 г., първото посолство на Арабска страна в Ирландия. - Ирландия има посолство в Кайро и почетно консулство в Александрия. |
| Италия    |                                           | Установени са двустранни отношения още по времето на Римската империя. По време на ВСВ взаимоотношенията са обтегнати вследствие на кампанията за Египет от страна на италианските и германските войски. След края на войната отношенията са възстановени. Египет има посолство в Рим и генерално консулство в Милано, докато Италия има посолство в Кайро и генерално консулство в Александрия. Двете държави са членки на Средиземноморския съюз. |
| Малта     |                                           | - Малта има посолство в Кайро и две почетни консулства в Александрия и Суец. - Египет има посолство във Валета. |
| Румъния   | 1906 г.                                   | - Египет има посолство в Букурещ. - Румъния има посолство в Кайро. |
| Русия     | 26 август 1943 г.                         | - Египет има посолство в Москва. - Русия има посолство в Кайро и генерално консулство в Александрия. |
| Сърбия    | 1908 г.                                   | - Египет има посолство в Белград. - Сърбия има посолство в Кайро. |
| Словения  |                                           | - От 2007 г. Египет има посолство в Любляна. - Словения има посолство в Кайро от 1993 г. - Двете страни са членки на Средиземноморския съюз. |
| Швейцария | 1909 г.                                   | - Официални диполмоатически отношения слагат началото си през 1909 г. вследствие на Швейцарска търговска мисия. - Египет има посолство в Берн и генерално консулство в Женева. - Швейцария има посолство в Кайро. |
| Турция    | 1925 г.                                   | От времето на османското завоевание на Египет през 1517 г. до завземането на властта от Мохамед Али Паша през 1805 г., страната се управлява от Османската империя (с кратки прекъсвания, дължащи се на местни бунтове и френската инвазия от 1798 г.). Кайро по това време служи като културен център на Халифата. Турция установява дипломатически отношения с Египет през 1925 г. на ниво шарж д'афер а шрез 1948 г. до ниво посланици. Взаимно и двете държави имат посолства и генерални консулства в столиците си. Имат подписани споразумения за свободна търговия през 2005 г., както и биват пълноправни членки на Средиземноморския съюз. |
| Украйна   | 1992 г.                                   | - Египет има посолство в Киев от 1993 г. - Украйна има посолство в Кайро и почетно консулство в Александрия от 1993 г. |

## Северна и Южна Америка

### Аржентина
- Аржентина има посолство в Кайро.
- Египет има посолство в Буенос Айрес.

### Канада
Двете страни взаимно установяват посолства в столиците си през 1954 г. Канада има посолство в Кайро. Египет има посолство в Отава и генерално консулство в Монреал.

### САЩ
След Арабско-Израелската война от 1973 г., египетската външна политика започва да се измества следствие на промяната в ръководството на страната от Президент Гамал Абдел Насър към Ануар Садат и зараждащия се мирен процес с Израел. Садат осъзнава че постигането на решение на арабско-израелския конфликт е предпоставка за развитието на Египет. За тази цел той се стреми да подобри отношенията със САЩ, по този начин насърчавайки мирния процес с Израел. След 7-годишно прекъсване двете страни възстановяват нормални дипломатически отношения на 28 февруари 1974 г.

#### Военно Сътрудничество
След мирния договор с Израел в периода 1979 – 2003 г., САЩ предостовя на Египет 19 млрд. долара военна помощ което прави Египет втория по големина извън НАТО получател на военна помощ след Израел. За същия период Египет получава и около 30 млрд. долара икономическа помощ. През 2009 г. САЩ предоставя на Египет военна помощ в размер на 1.3 млрд. щ.д. и 250 млн. щ.д. под формата на икономическа помощ. През 1989 г. Египет заедно с Израел се превръщат в основен съюзник на САЩ извън НАТО.
Военното сътрудничество между САЩ и Египет е може би най-силният аспект на тяхното стратегическо партньорство. Бившият комендант на Американското Централно командване на въоръжените сили (CENTCOM) ген. Антъни Зини е цитиран да казва „Египет е най-важната страна в моята област на отговорност заради достъпа който ми предоставя в региона“. По време на администрацията на Бил Клинтън Египет е описан като най-виден играч в арабския свят и ключов съюзник на САЩ в Близкия изток. Американската военна помощ за Египет е разглеждана като част от стратегията на администрацията за траен достъп до енергийните ресурси на Персийския залив и подсигуряването на Суецкия канал, който служи като важен международен коридор за транспорт на петрол и придвижване на американската флота от Средиземно море към Индийския океан и Персийския залив и обратно.
Египетските въоръжени сили осигуряват непряка подкрепа за външната политика на Египет в региона. Те са и най-силната военна сила на африканския континет и втората по големина в Близкия изотк след Израел, според годишния доклад на Института за изследване на националната сигурност (INSS).

#### Войната срещу терора
Въпреки различията и периоди на напрежение в отношенията между двете страни, под управлението на Мубарак се наблюдава еволюция във взаимоотношенията от чисто следване на мирния процес в Близкия изток към независимо двустранно приятелство. В интерес на САЩ е възможността Египет да бъде умерения глас в Съветите между Арабските държави и да спомогне и други да се присъедният към мирния процес и нормализиране на отношениата с Америка.
Въпреки това напоследък египетско-американските отношения са по-обтегнати. Това се дължи до голяма степен на нежеланието от страна на Египет да изпрати войски в Афганистан и Ирак в мисии за стабилизирането на мира. Египет напълно подкрепи САШ във войната срещу международния тероризъм след атентатите от 11 септември, но отказа участва с пращането на военни сили в Афганистан по време на войната и след нея. Египет е против военната интервенция в Ирак през март 2003 г., против последвалата окупация и се противопоставя на исканията от страна да САЩ за изпращане на армия в страната дори и под егидата на ООН.
Въпросът за участието в следвоенноте усилия за възстановяване на Ирак са спорни в Египет, както и арабския свят като цяло. Опонентите твърдят, че войната е незаконна и е необходимо да се изчака докато Ирак има законно представено правителство, чиято задача е да се справи с проблема. От друга страна привържениците на участие изтъкват факта, че отговорността за защитата на населението и указването на помощ трябва да са водещи действия в политиката на Египет в след-военен Ирак, въпреки несъгласието на част от иракчаните.

### Уругвай
- Египет има посолство в Монтевидео.
- Уругвай има посолство в Кайро и почетно консулство в Александрия.

## Останалият свят
| Страна                     | Официално установяване на взаимоотношения | Забележки |
| -------------------------- | ----------------------------------------- | --- |
| Австралия                  | 1950 г.                                   | - Австралия има посолство в Кайро. - Египет има посолство в Канбера и две генерални-консулства (Мелбърн и Сидни). |
| Бангладеш                  |                                           | - Египет има посолство в Дака, Бангладеш. - Бангладеш има посолтво в Кайро. Египет е една от първите арабски държави да припознае независимостта на Бангладеш. Президент Ануар Садат се радва на добро разбирателство с основателя на Бангладеш шейх Муджибур Рахман. През 1973 г. Египет дарява 30 танка на бангладешката армия. И двете държави са членки на ОИС и Д-8, определи са също така и като Следващите 11 икономики. Днешните отношения се характеризират с все по-големи търговски и икономически връзки. Базираният в Кайро телекомуникационен гигант Orascom притежава втория по големиа мобилен оператор в Бангладеш – Bangalink. |
| Индия                      |                                           | Съвременните отношения между Египет и Индия водят началото си още от контактите между Саад Заглул и Махатма Ганди за постигането на общите цели на съответните им движения за независимост. През 1955 г. Египет под ръководството на Гамал Абдел Насър и Индия под управлението на Джавахарлал Неру са основателите на Движението на необвързаните държави. По време на войната от 1956 г. Неру изцяло подкрепя Египет дори заплашвайки да оттегли своята страна от Британската общност на нациите. През 1967 г. след арабско-израелската война, Индия подкрепя Египет и арабите. През 1977 г. Ню Делхи описва визитата на Президента Ануар Садат в Йерусалим като „смел“ ход и счита мирния договор между Египет и Израел като начална стъпка по пътя на справедливо уреждане на проблема в Близкия изток. Египет основно изнася за Индия необработен памук, сурови и обработени торове, петрол и петролни продукти, органични и неорганични химикали, кожа и изделия от желязо. От Индия внася памучни прежди, сусам, кафе, подправки, тютюн и леща. Египетското министерство на петрола е в процес на преговори с индийска компания за създаване на завод завод за торове задвижван от природен газ Според египетския посланик през 2008 г., египетските инвестиции в Индия са на стойност 750 млн. долара. През 2008 г. президентът Хосни Мубарак посещава Индия, където се среща с премиера Манмохан Сингх. |
| Индонезия                  | 1946 г.                                   | - Индонезия има посолство в Кайро и Египет има посолство в Джакарта. - Египет е една от първите страни признали независимостта на Индонезия. - Гамал Абдел Насър и Сукарно са двама от петимата основатели на Движението на необвързаните държави. - Двете страни са членки на ОИС, ДнНД и Г20 на развиващи се страни. |
| Япония                     |                                           | Отношенията между Египет и Япония са описани от египетския посланик в Япония като „много силно приятелство“, с взаимно установени посолства. Двете нации поддържат топли отношения със силни икономически и търговски връзки. |
| Казахстан                  |                                           | - Египет има посолство в Алмати. - Казахстан има посолство в Кайро. През 2006 г. Х. Мубарак посещава Казахстан. По време на визитата се среща с казахстанския президент Нурсултан Назарбаев. Мубарак заявява, че 30 търговски и икономически споразумения за сътрудничество са изпълнение между двете държави. |
| Малайзия                   | 1957 г.                                   | - Египет има посолство в Куала Лумпур и Малайзия има посолство в Кайро. - Гамал Абдел Насър дава щаб на Малайската Организация в Египет като подарък на Малайзия през 1959 г. - Двете страни са членки на ОИС и ДнНД. |
| Монголия                   | 1964 г.                                   | - В Кайро е единственото посолство на Монголия на Африканския континет. |
| Пакистан                   |                                           | Пакистан и Египет имат дипломатически и търговски отношения. И двете страни са членки на ОИС, Следващите 11 и Д-8. |
| Китайска народна република |                                           | |
| Южноафриканска република   |                                           | - Първата Южноафриканска дипломатическа мисия в Египет е осъществена през 1942 г. на ниво генерално консулство. - Египет има посолство в Претория и Р. Южна Африка има посолство Кайро. - Двете страни са членки на Африканския съюз, Г-24, Групата на 77-те и ДнНД. |
| Южна Корея                 | 13 април 1995 г.                          | - Египет има посолство в Сеул. - Южна Корея има посолство в Кайро. |
| Виетнам                    | 1 септември 1963 г.                       | - Египет е първата Арабска страна осъществила двустранни отношения с Виетнам. - Виетнам първо открива търговско представителство в Египет през 1958 г., а след това посолство в Кайро през 1963 г. - Египет има посолство в Ханой от 1964 г. |

## Международно участие
Египет играе ключова роля по време на кризата в Персийския залив от 1990 – 1991 година. Президентът Мубарак спомага да се събере международна коалиция и разполага 35 хил. египетски войници за освобождението на Кувейт от Ирак. Египетският контингент е един от най-големите в коалиционните сили заедно с тези на САЩ, Великобритания и Саудитска Арабия.
След края на войната в Персийския залив, Египет подписва Декларацията от Дамаск със Сирия и държавите в Залива за засилване на сигурността в региона. Египет продължава да допринася редовно в мироопазващите мисии на ООН (най-скоро в Източен Тимор, Сиера Леоне и Либерия).
След атаките от 11 септември 2001 г. срещу САЩ, Египет е ключов поддръжник на американската война срещу терора и терористични организации като Ал-Кайда, за което страната също става мишена на атентати. Египет подкрепя Управителния Съвет на Ирак.
На 25 декември 2006 г. египетският външен министър Ахмед Абдул Гейт призова за край на „адрените двойни стандарти“ – налагането на санкции на Иран за обогатяване на уран, докато израелската ядрена програма не подлежи на никакъв контрол от Международната агенция за ядрена енергия.
Египет е член на Арабската банка за икономическо развитие в Африка, Арабския Съвет за Сътрудничество, Африканската банка за развитие, Арабски Фонд за Икономическо и Социално Развитие, Арабската лига, Арабския валутен фонд, Африканския Съвет, ОЧИС (наблюдател), Съвет за Арабско Икономическо Единство, ОДПЗЯО, ЕБВР, Икономическа комисия на ООН за Африка, Икономическа и социална комисия на ООН за Западна Азия, ОПЗ, Г-15, Г-19, Г-24, Г-77, МАЕЕ, МБВР, ИКАО, Международна търговска палата, Червен полумесец, Международна организация за развитие, Ислямска банка за развитие, Международен фонд за земеделско развитие, Международна финансова корпорация, МХО, МОТ, МВФ, ИМО, Инмарсат, Интерпол, МОК, МОМ, ISO, МСТ, MINURSO, MONUSCO, ОАПЕК, ОАД (наблюдател), ОАЕ, ОИС, ОССЕ (партньор), ПАС, ООН, UNAMSIL, ЮНКТАД, ЮНЕСКО, ЮНИДО, УНИТАР, ЮНМИБХ, ЮНМИК, ЮНОМИГ, UNRWA, UPU, СМО, СЗО, СОИС, СМО, UNWTO и СТО. Египет е една от 7 държави членки на ООН, която не членува в ОЗХО